# Грушеватский сельский совет
Грушеватский сельский совет (укр. Грушуватська сільська рада) — входит в состав
Пятихатского района
Днепропетровской области
Украины.
Административный центр сельского совета находится в 
с. Грушеватка.

## Населённые пункты совета
- с. Грушеватка
- с. Красноивановка
- с. Нерудсталь
- с. Семёновка
- с. Цевки